# Isla Burrow
Isla Burrow (en inglés: Burrow Island) es una isla en Portsmouth, Inglaterra. En la marea baja una franja de tierra estrecha la conecta con Priddy's Hard. Se ha sugerido que el nombre data del siglo XVII.
Entre 1678 y 1679 una fortificación llamada Fort James fue construida en la isla bajo la dirección de Bernard de Gomme. Esta tomó la forma de una torre cuadrada 19 pies de alto.
Se ha dicho que el rey Stephen construyó una fortificación en la isla, pero es poco probable que haya sido ese el caso.